# Чоловіки, які практикують секс із чоловіками
Чоловіки, які практикують секс із чоловіками (ЧСЧ; англ. Men who have sex with men, MSM) — термін, що використовується в епідеміології, соціології, антропології і сексології для позначення чоловіків, які постійно або періодично практикують сексуальні контакти з іншими чоловіками. Застосовується для опису сексуальної поведінки людини незалежно від її сексуальної орієнтації та гендерної ідентичності.

## Історія виникнення терміна
Термін «ЧСЧ» з'явився на початку 90-х років XX століття і використовується в основному в області профілактики інфекцій, що передаються статевим шляхом і ВІЛ-інфекції. Прийняттю терміна сприяла точка зору епідеміологів, згідно якої поширення інфекційних захворювань пов'язане з сексуальною поведінкою людини, а не з його сексуальною ідентичністю і сексуальними вподобаннями.
Після відкриття ВІЛ, в різних країнах були введені опитувальні бланки для виявлення груп ризику при проведенні медичних досліджень і аналізів пацієнтів. У перші роки такі анкети містили питання про те, чи є опитуваний гомосексуалом. Згідно з відповіддю, пацієнти ділилися на дві групи за категоріями ризику — «гетеросексуальна група» і «гомосексуальна група». З часом вченим і медикам стало зрозумілим, що не усі чоловіки, що визначають себе як «геї», мають сексуальні контакти з чоловіками; в той же час багато чоловіків, що мають одностатеві сексуальні контакти, не вважають себе геями. Тому опитувачі стали містити питання про наявність у опитуваних «гомосексуальних контактів». Проте, і при такій постановці питання багато чоловіків, що мають одностатеві сексуальні контакти, заперечували наявність у них «гомосексуальних контактів». Це особливо стосувалося чоловіків, що також мали регулярні сексуальні контакти з жінками. Наступним кроком стала зміна запитання, коли респонденти опитувалися про наявність у них «гомосексуальних або бісексуальних контактів». При такому розгляді питання все ще залишалася категорія чоловіків, що мають одностатеві сексуальні контакти, але які вважають себе гетеросексуалами. Таким чином, лише введення поняття «ЧСЧ» дозволило об'єднати усіх чоловіків, що мають одностатеві сексуальні контакти, в одну групу.

## Загальна характеристика групи ЧСЧ

### Соціологічні дослідження і статистика
Багато чоловіків, що вступають в сексуальні контакти з чоловіками, не вважають себе гомосексуалами або навіть вважають себе абсолютно гетеросексуальними, аргументуючи це тим, що вступають в статеві контакти з чоловіками лише в активній ролі. Значна доля усіх ЧСЧ у всьому світі перебуває в гетеросексуальному шлюбі або вступає в сексуальні контакти також і з жінками. До ЧСЧ відносять також і трансвеститів, і транссексуалів. Проте вони складають лише незначний відсоток від усіх ЧСЧ
Дослідження, проведені в країнах Східної Європи (включаючи країни колишнього СРСР і Україну), показали, що 60-70 % опитаних ЧСЧ мали тільки партнерів чоловічої статі; у 30-40 % ЧСЧ були як партнери-чоловіки, так і партнери-жінки.
Проведені в Австралії в 1992 році дослідження показали, що серед чоловіків старше 50 років, що мали за останні 5 років одностатевий секс, 28,5 % опитаних позиціонують себе, як бісексуали, і 3,9 % — як гетеросексуали.
Проведене в 2004 році у Білорусі дослідження виявило, що секс із жінками мають 49,2 % опитаних ЧСЧ, при цьому 45,3 % опитаних мають сім'ї.
Група канадських дослідників під керівництвом Т. Майєрса розділяє усю сукупність чоловіків, що практикують секс з чоловіками, на наступні групи:
- гомосексуали, що усвідомлено протиставляють себе як особливу спільноту гомосексуальних чоловіків особам з гетеросексуальною орієнтацією;
- бісексуали, що характеризують себе як таких, що мають однакові за мірою вираженості сексуальні та емоційні потяги і до жінок, і до чоловіків;
- чоловіки з дифузною сексуальною ідентичністю, які вступають у сексуальні відносини з чоловіками, але не протиставляють себе як особливу спільноту гетеросексуальній більшості;
- гетеросексуальні чоловіки, які толерантні по ставленню до гомосексуальності і самі можуть мати випадкові або епізодичні одностатеві зв'язки.

Згідно зі статистикою, від 6 % до 15 % чоловіків в Східній Європі, від 3 % до 5 % чоловіків в країнах Східної Азії, від 6 % до 12 % чоловіків в Південної і Південно-східної Азії, і від 6 % до 20 % чоловіків в країнах Латинської Америки — впродовж свого життя коли-небудь практикували секс з іншими чоловіками. Приблизно половина з цих чоловіків мали статеві контакти з іншим чоловіком минулого року; від 40 % до 60 % цих чоловіків займалися незахищеним анальним сексом або вступали в комерційний статевий зв'язок.
Поняття «ЧСЧ» охоплює також і осіб чоловічої статі, що ідентифікують себе як жінок (наприклад, хіджра в Індії, вар'я в Індонезії і катой в Таїланді). Також і одружені чоловіки можуть практикувати секс між чоловіками. ЧСЧ також можуть вступати в статеві контакти з жінками. Багато чоловіків, що роблять платні секс-послуги для чоловіків або зайняті в гей-порно-індустрії, мають дружин або партнерок жіночої статі.
Приблизна оцінка числа ЧСЧ в деяких країнах на 2010 рік:
| Країна   | Населення країни в цілому | Чисельність групи ЧСЧ | %           |
| -------- | ------------------------- | --------------------- | ----------- |
| Албанія  | 3.190.000                 | 3.500 (лише в Тирані) | 0,11        |
| Вірменія | 3.002.000                 | 13.500                | 0,45        |
| Білорусь | 9.689.000                 | 70.000                | 0,72        |
| Росія    | 141.927.296               | 2.100.000             | 1,48        |
| Україна  | 46.205.000                | 95.000 — 213.000      | 0,21 — 0,46 |

Згідно з результатами дослідження EMIS (Європейського Інтернет-опитування для ЧСЧ), що пройшло влітку 2010 року, понад 32 % чоловіків, які займаються сексом з чоловіками, відмовляються використовувати для визначення своєї сексуальної ідентичності слова «гей» або «гомосексуал». З них 17 % вважають себе бісексуалами.

#### В Україні
В Україні оцінку чисельності ЧСЧ систематично проводить міжнародний благодійний фонд «Міжнародний Альянс з ВІЛ/СНІД в Україні», який працює з 2003 року. Перше комплексне дослідження було проведене в 2005 році у рамках реалізації програми «Подолання епідемії ВІЛ/СНІД в Україні». Його результатом стала оцінка в діапазоні 177—430 тисяч осіб. Друге комплексне дослідження було проведене в 2009 році і дало оцінку в діапазоні 95-213 тисячі осіб. У 2009 році було проведено третє комплексне дослідження. Його протокол був погоджений Державною службою України з питань протидії ВІЛ/СНІДу і інших соціально небезпечних захворювань, а результати розрахунків були затверджені регіональними координаційними радами з питань протидії туберкульозу і ВІЛ/СНІДу.
Затверджені і рекомендовані до використання оцінки чисельності чоловіків, що практикують секс з чоловіками (станом на 2009 рік).
| Регіон                 | Затверджені оцінки | Оцінки, рекомендовані дослідникам |
| ---------------------- | ------------------ | --------------------------------- |
| АР Крим                | 6000               | 6000                              |
| Вінницька обл.         | 4200               | 4200                              |
| Волинська обл.         | 2300               | 2300                              |
| Дніпропетровська обл.  | 17600              | 17600                             |
| Донецька обл.          | 31000              | 31000                             |
| Житомирська обл.       | 2400               | 2400                              |
| Закарпатська обл.      | 1500               | 1500                              |
| Запорізька обл.        | 5600               | 5600                              |
| Івано-Франківська обл. | 3000               | 3000                              |
| Київська обл.          | 3000               | 3000                              |
| Кіровоградська обл.    | 500                | 2300                              |
| Луганська обл.         | 2500               | 13600                             |
| Львівська обл.         | 10100              | 10100                             |
| Миколаївська обл.      | 2000               | 3200                              |
| Одеська обл.           | 8000               | 15400                             |
| Полтавська обл.        | 3900               | 3900                              |
| Рівненська обл.        | 2000               | 2000                              |
| Сумська обл.           | 3600               | 3600                              |
| Тернопільська обл.     | 2100               | 2100                              |
| Харківська обл.        | 15600              | 15600                             |
| Херсонська обл.        | 2300               | 3500                              |
| Хмельницька обл.       | 2500               | 2500                              |
| Черкаська обл.         | 2600               | 2600                              |
| Чернігівська обл.      | 1850               | 1850                              |
| Чернівецька обл.       | 1300               | 1300                              |
| м. Київ                | 36000              | 36000                             |
| м. Севастополь         | 2000               | 2000                              |
| Україна                | 175 750            | 198 450                           |

У 2011 році Український інститут соціальних досліджень імені Олександра Яременко за сприяння Дитячого фонду Організації Об'єднаних Націй (ЮНІСЕФ) провів дослідження за оцінкою чисельності хлопчиків, підлітків і юнаків у віці від 10 до 19 років, що практикують одностатевий секс. У масштабах країни їх кількість оцінена в 20 000 осіб. Доля підлітків в загальній масі соціально доступних чоловіків, що практикують одностатевий секс, складає, за результатами оцінних розрахунків, близько 10 %. Також дослідники відмітили, що серед соціально незахищених підлітків, які живуть або працюють на вулиці, кожен десятий (10 %) мають досвід одностатевих сексуальних контактів.

### Особливі групи ЧСЧ

#### Чоловіки, що займаються проституцією
Чоловіча проституція завжди була більше орієнтована на клієнтуру чоловічої статі, а не жіночої. Вона поширена менше жіночої проституції, хоча і має своє коріння в глибокій давнині.
Більшій частині чоловіків, що пропонують сексуальні послуги, — від 18 до 26 років (при цьому багато хто починає зайняття проституцією у віці 15-16 років), а основна маса клієнтів — чоловіки передпенсійного і пенсійного віку. Крім того, до 60 % клієнтів, що користуються послугами чоловіків-проститутів, — чоловіки, що називають себе гетеросексуалами, багато хто з яких перебуває в шлюбі і має дітей.
У сучасній Західній Європі, значний відсоток чоловіків-проститутів складають вихідці зі Східної Європи, наприклад, більшість проститутів в Берліні є вихідцями з Румунії. Багато хто з них вирушає на заробітки, щоб забезпечити свої сім'ї і дітей, проте не знайшовши роботи, виявляються залученими в проституцію. Іншою категорією проститутів є молоді хлопці з неблагополучних сімей, а також хлопці з провінції, що не мають достатньої освіти і легко стають жертвою сутенерів, які підсаджують їх на наркотики

#### Одностатевий секс в пенітенціарних установах
Секс в чоловічих пенітенціарних установах є гострою проблемою. В той час, як ув'язнені ізольовані за статевою ознакою і зазвичай не мають контактів з протилежною статтю, більшою мірою ніж на волі поширення набувають різні способи самозадоволення і одностатеві сексуальні контакти. При цьому часті випадки зґвалтування (у тому числі і групові). В той же час, примус до сексу у в'язниці має не лише і не стільки значення в задоволенні сексуальних потреб, скільки в приниженні жертви і встановленні над нею контролю.
Незахищений секс у в'язницях є чинником високого ризику передачі ВІЛ і інших хвороб, що передаються статевим шляхом. При цьому якщо не використовується змащуюча речовина, а також, якщо секс відбувається з примусу, як у випадках зґвалтування, ступінь ризику підвищується. Презервативи у в'язницях, як правило, не доступні.

## ВІЛ та інші ЗПСШ серед ЧСЧ

### Сексуальні практики між чоловіками
Серед ЧСЧ немає єдиної загальноприйнятої сексуальної техніки. Так, одні чоловіки віддають перевагу анальному сексу, інші — оральному. Проте найбільш поширеною формою сексуального задоволення у ЧСЧ є взаємна мастурбація і тертя один об одного, що є на відміну від різностатевих контактів не додатковими, а самостійними формами сексуального задоволення.
Анальна пенетрація найбільше нагадує коїтус, в той же час це найбільш незручна і трудомістка сексуальна практика, яка усупереч поширеній думці, не є найпоширенішою сексуальною практикою серед ЧСЧ. В той же час при анальному сексі з проникненням є найбільш високий ризик передачі ВІЛ пасивному партнерові, він значно вищий, ніж при вагінальному сексі. Для активного партнера також існує ризик інфікування. Передача ВІЛ при незахищених орально-генітальних сексуальних контактах також можлива, хоча ризик зараження вважається незначним.

### Загальна картина захворюваності ЧСЧ
Фахівці відносять чоловіків, що мають сексуальні контакти з чоловіками, до групи ризику. За даними ЮНЕЙДС, імовірність ВІЛ-інфікування чоловіків, що практикують одностатевий секс, приблизно в 20 разів перевищує аналогічний показник для загального населення. Показники ВІЛ-інфекції серед людей, тих, що змінили свою статеву приналежність, варіюються від 8 до 68 % залежно від країни або регіону.
Причини підвищеного ризику зараження цієї категорії чоловіків хворобами, що передаються статевим шляхом, полягають в наступному:
- Чоловіки, що мають одностатеві сексуальні контакти піддаються соціальній стигматизації, а у багатьох країнах і кримінальному переслідуванню, тому вони приховують своє сексуальне життя і бояться або соромляться звертатися в служби профілактики і лікування ВІЛ.
- Чоловіки, що практикують одностатевий секс, особливо чоловіки, що приховують одностатеві потяги і які практикують анонімні сексуальні контакти, як правило, не мають постійного партнера і вступають в статеві контакти з досить великою кількістю партнерів. Частково така поведінка є вимушеною, оскільки приховуючи свої одностатеві потяги чоловіки уникають індивідуалізованих контактів, боячись шантажу і викриття[28].
- Чоловіки, що мають постійних партнерів, часто через страх втратити партнера, поступаються проханням про сексуальні стосунки без презерватива (абсолютна довіра один одному).
- Чоловіки, що мають одностатеві контакти, нерідко вживають алкоголь для зняття напруги і скутості.
- Часто під рукою просто відсутній презерватив для анального сексу або лубрикант.

Згідно з проведеним в 2004 році в Білорусі дослідженню, найбільш поширеним захворюванням, що передається статевим шляхом серед чоловіків, що практикують одностатевий секс, є хламідіоз (20,0 %), найменші показники інфікованості займає сифіліс (1,2 %). Поєднаних форм ЗПСШ в дозорній групі не виявлено. Слід також відмітити, що серед тестованих ЧСЧ не було зареєстровано жодного позитивного результату тестування на ВІЛ. Загальний рівень захворюваності ЗПСШ склав 22,4 %.
Проведене у Білорусі дослідження виявило також, що більшість опитаних ЧСЧ (53,2 %) мали більше за одного сексуального партнера-чоловіка за останній місяць. Завжди користуються презервативом з випадковим партнером 25,7 % респондентів, іноді — 62 %, ніколи — 12,3 %. Досвід вживання ін'єкційних наркотиків мають 7,3 % респондентів.

### Статистика розповсюдження ВІЛ серед ЧСЧ
За даними ЮНЕЙДС, від 5 % до 10 % усіх ВІЛ-инфекцій у світі обумовлені статевими контактами між чоловіками.
| Ризикована поведінка серед дорослих         | Поширеність, % | Захворюваність, % | Захворюваність на 100,000 осіб |
| ------------------------------------------- | -------------- | ----------------- | ------------------------------ |
| Споживачі ін'єкційних наркотиків            | 45,0           | 23,18             | 12977                          |
| Їх статеві партнери                         | 8,0            | 5,15              | 3601                           |
| Повії                                       | 9,0            | 3,23              | 905                            |
| Їх клієнти                                  | 4,0            | 4,07              | 91                             |
| Чоловіки, які практикують секс з чоловіками | 5,0            | 13,17             | 983                            |
| Їх партнерки                                | 2,0            | 2,06              | 308                            |
| Медичні ін'єкції                            | 1,10           | 0,58              | 1                              |
| Переливання крові                           | 1,10           | 0,22              | 49                             |

Проте за регіонами ці цифри істотно вирізняються. У Північній Америці, Австралії, Новії Зеландії і більшості країн Західної Європи ця цифра наближається до 70 %. У США і Канаді в 40 % усіх нових випадків зараження ВІЛ припадає на ЧСЧ.
Офіційні дані ВООЗ свідчать про те, що серед 51 країни європейського регіону ВООЗ (всього в регіон включені 53 країни) у 2012 році статевими контактами серед ЧСЧ обумовлені 22,8 % нових випадків зараження ВІЛ. Для порівняння: гетеросексуальний контакт — 45,6 %, ін'єкційне вживання наркотиків — 17,8 %. Проте і тут спостерігаються відмінності. У Західній частині регіону основним шляхом зараження ВІЛ є секс між чоловіками (42 %), потім іде гетеросексуальна передача (35 %). На сході основним шляхом передачі ВІЛ є гетеросексуальні контакти (60 %), потім іде вживання ін'єкційних наркотиків (34 %), і лише близько 1 % нового випадку зараження ВІЛ пов'язаний з сексуальними контактами між чоловіками.
Опубліковані в 2010 році дослідження виявили наступні показники поширеності ВІЛ-інфекції серед ЧСЧ в Східній Європі:
- Україна — 8,6 % (2009)
- Молдова — 4,8 % (2008)
- Грузія — 3,7 % (2008)
- Росія — 3,5 % (2007)
- Білорусь — 2,1 % (2009)
- Вірменія — 2 % (2007)
- Азербайджан — 1,1 % (2008)
- Албанія — менше 1 % (2007)

Згідно з іншими дослідженнями, проведеними в 2009 році, поширеність ВІЛ серед ЧСЧ з Південної Європи вища, ніж в Східній Європі. У дослідженні взяли участь 2241 чоловіків, які, за їх заявами, практикували секс з чоловіками впродовж останніх 12 місяців. В результаті з'ясувалося, що в Південній Європі ВІЛ поширеніший серед ЧСЧ, ніж у Східній Європі:
- Барселона — 17 %
- Верона — 12 %
- Братислава — 6 %
- Любляна — 5 %
- Бухарест — 5 %
- Прага — 3 %

Згідно з офіційною статистикою, починаючи з 1987 року, в Україні станом на 2011 рік зареєстровано 143 ЧСЧ серед ВІЛ-позитивних осіб.
За різними експертними оцінками поширеність ВІЛ серед ЧСЧ в Україні коливається від 4,4 % в Києві, і більш ніж 23 % в Одесі.

### Профілактика ЗПСШ серед ЧСЧ
Згідно з дослідженнями, менше 5 % усіх чоловіків, що практикують секс з чоловіками, мають доступ до послуг з профілактики і догляду у зв'язку з ВІЛ, яких вони потребують. Цьому сприяють різні чинники, зокрема, гомофобія, соціальна стигматизація і дискримінація ЧСЧ, в тому числі і зі сторони медичних працівників.
Багато ЧСЧ не вважають себе гомосексуалами і тому виключають для себе ризик зараження ВІЛ і іншими хворобами, що передаються статевим шляхом. Навіть серед чоловіків, які ідентифікують себе як геї, бісексуали або транссексуали, як і раніше спостерігається низький рівень інформованості про ВІЛ і про ризиковану сексуальну поведінку.
Особливо важкою для профілактики і лікування СНІДу групою чоловіків є ЧСЧ, що позиціонують себе як гетеросексуали. Такі чоловіки не хочуть мати нічого спільного з «гей-спільнотою», тому мають анонімні сексуальні контакти (наприклад, в так званих «темних кімнатах», на «плешках» і в туалетах), які найбільш пов'язані з ризиками для здоров'я. Згідно з проведеними в Нью-Йорку дослідженням, чоловіки, що називають себе гетеросексуалами і що практикують секс з чоловіками, значно частіше чим геї практикують незахищений анальний секс без використання презервативу. Крім того, такі чоловіки соромляться звертатися до лікарів, боячись, що їх визнають геями. В той же час програми профілактики ВІЛ в ЛГБТ-спільноті також часто не охоплюють цих чоловіків, і ця група багато в чому залишається невидимою.

## ЧСЧ і донорство крові
Питання про допустимість донорства крові для чоловіків, що практикують секс з чоловіками, гостро дискутується у багатьох країнах. Дискусії пов'язані з тим фактом, що ця категорія чоловіків вважається групою ризику ВІЛ/СНІД, а також деяких типів гепатиту (наприклад гепатит B), віруси яких можуть передаватися через кров. У ряді країн існує повна заборона або інші обмеження на переливання крові і трансплантацію органів для чоловіків, що мають у минулому або сьогоденні одностатеві сексуальні контакти. Терміни обмежень варіюються від країни до країни. Ці обмеження зачіпають також і жінок, що мають сексуальні стосунки з такими чоловіками, але не торкаються жінок, що практикують секс з жінками.
Багато ЛГБТ-організацій розглядають ці обмеження такими, що базуються на гомофобії, а не на дійсній медичній проблемі, відколи існують ретельні методи тестування, що виключають донорство заражених осіб.
У Росії було прийнято рішення відмовитися від цієї концепції, у зв'язку з чим Міністерство охорони здоров'я Росії в 1998 році відмінило заборону для ЧСЧ бути донорами крові.